# Ludwig Hofmann
Ludwig Hofmann (München, 1900. június 9. – München, 1935. október 2.) német válogatott labdarúgó és edző. Teljes pályafutását az FC Bayern München színeiben játszotta le. Posztja csatár volt.

## Pályafutása

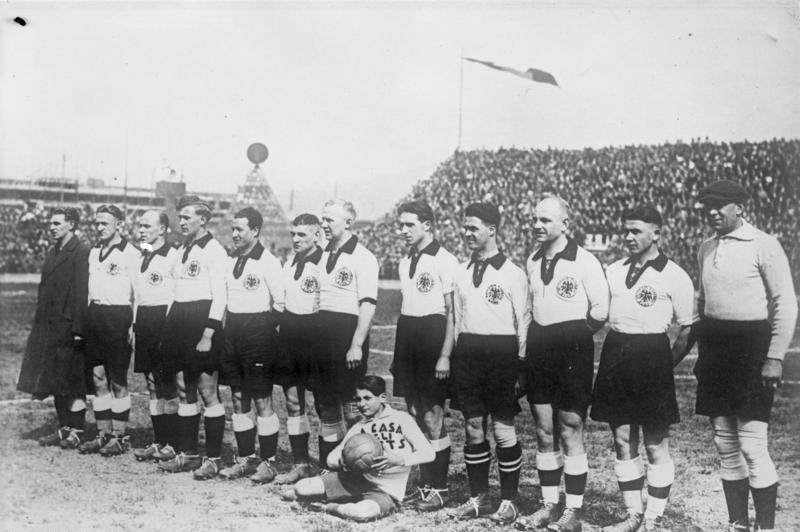
Hofmann balról az ötödik

Ludwig Hofmann 1916–1917-es szezont követően felkerült az FC Bayern München utánpótlás csapatából az FC Bayern München felnőtt csapatába. 1917-től 1932-ig tartott karrierje, amely során klubjával egy alkalommal német bajnokságot nyert. (Bár a döntőben sérülés miatt nem lépett pályára.) 1926-tól 1931-ig tagja német válogatottnak. 18 mérkőzésen négy gólt szerzett.
Az 1934–1935-ös szezonban az FC Bayern München edzője volt. 1935. október 2-án 35 évesen halt meg.